# دادلی، انگلستان
1 = 240px
دادلی، انگلستانlatitudeدادلی، انگلستانlongitudeدادلی، انگلستان
دادلی، انگلستان (به انگلیسی: Dudley) شهری در کشور انگلستان است که این کشور خود بخشی از بریتانیا محسوب می‌شود. این شهر در سال ۱۹۹۱ میلادی ۱۹۲٫۱۷۱ نفر جمعیت داشته و در سرشماری سال ۲۰۰۱ جمعیت آن به ۱۹۴٫۹۱۹ نفر رسیده‌است. میزان رشد سالانهٔ جمعیت دادلی، انگلستان ‎-۰٫۱۳ درصد می‌باشد و جمعیت این شهر در سال ۲۰۱۲ به ۱۹۲٫۱۴۹ نفر تغییر یافت.